# Campanula velebitica
Campanula velebitica là loài thực vật có hoa trong họ Hoa chuông. Loài này được Borbás mô tả khoa học đầu tiên năm 1883.